# Jesús Ramos Huete
Jesús Ramos Huete (Mataró, 5 de agosto de 1957) es un cineasta experimental, videoartista (*) y escritor cinematográfico español.

## Biografía
Nacido el 5 de agosto de 1957 en Mataró de familia granadina. Estudia Psicología y Guion en universidades de Barcelona, y también recibe cursillos de dirección en San Antonio de los Baños (Cuba).
Anteriormente, entre otros trabajos ejerce como profesor de guion o como actor, profesión que esporádicamente sigue ejerciendo. Desde el 2000 ha realizado, guionizado o producido cortos, como Amaurosis, El viajero coloreado, Gracia Exquisita, Gracia radical, Desnudo, In crescendo, Animales y muñecos lascivos, El brebaje de El Bosco (...). Considerado un Pope del corto radical español por la revista de cine Fotogramas, y llamado el Príncipe del Underground por poder rodar fuera de los márgenes de la industria. Participa como artista español en la performance Cleaning the House de Marina Abramović, en la Fundación MNAC. 

## Obra
Su obra se considera insólita y surrealista, con una carga contra el sistema pero con humor.
Desde el 2000 guioniza, realiza piezas audiovisuales, que abarcan desde cortometrajes experimentales a videoarte o videocreación. Su trayectoria se manifiesta, desde la autodeterminación y la colaboración que exigen el moverse por los márgenes y desde la independencia. Imparte seminarios de guion en el ESCAC y en el Taller de Guionistas de la productora Rodar y Rodar, centros de aprendizaje cinematográfico de Barcelona. Obtiene premios nacionales (Semana de Cine Experimental de Madrid) e internacionales (Visionaria, International Video Festival). Es coautor junto a Joan Marimón Padrosa del Diccionario del guion audiovisual, primero en su género, y que sirve de referencia en las escuelas de cine de habla hispana, obteniendo el premio a la mejor contribución al guion por el (GAC), Guionistas Asociados de Cataluña. Se han realizado documentales en los que habla de su proceso creativo como escritor cinematográfico y videoartista: Le vrai Jésus (2005) de Stéphane Beaudoine para el INIS (Quebec) y Paisajes domésticos (2009) de Elisabeth Prandi (Barcelona). Su cortometraje In crescendo (2001) ha sido seleccionado por el Centre de Cultura Contemporánea (CCCB) y la Sociedad Estatal para la Acción Cultural Exterior (SEACEX) para el programa Del éxtasis al arrebato, formado por 40 obras experimentales de toda la historia del cine español. En diciembre de 2012 el Festival de Vídeo de Autor FLUX de Arts Santa Mónica (Barcelona) le dedica un programa monográfico en el que estrena el videoarte "Autorretrato como tierra".

## Filmografía
(*) Parte de la Filmografía como cineasta experimental independiente y videocreador
- Gracia Exquisita (2000). Cortometraje surrealista realizado entre varios realizadores: Mar Ximenis, Denise Castro, Guillem Ventura, Mario Torrecillas, Agustín Villaronga, Joan Marimón, Jordi Marcos, Armand Rovira, Elisabeth Prandi, Paco Utray, Oriol Sánchez, Guillem Riera, Joaquín Torres, Guillem Morales, Alvar Puig y el propio Jesús Ramos.
- Desnudo (2001)
- Gracia radical (2001) Documental experimental (Versión de Gracia Exquisita)
- In crescendo (2001) Codirección con Joan Marimón
- Amaurosis (2003)
- Animales y muñecos lascivos (2004)
- El viajero coloreado (2004) de Joan Marimón. Colaboración: Jesús Ramos.
- Ellas bailan, ellos esperan (2005)
- Reflejos y sombras (2005)
- Yo soy el otro (2005)
- El animal difusor (2004)
- Los hombres invisibles no tienen piel pero tienen alma (2005)
- Sanguis Jovis (2005)
- Quiero follar a una diosa (2005)
- El agua del castillo rojo (2006)
- El fantasma confuso (2006)
- Sanguis Granis (2007)
- Paisaje celular (2007)
- Luces dispersas (2007)
- El brebaje de El Bosco (2007)
- Sanguis Sandis (2008)
- Océano (2008)
- Los reflejos de QA'A (2006-2009)
- El despertar de la libélula (2010)
- Autorretrato como tierra (2012)
- Jardines acuáticos con presencia divina (2019)

## Como Escritor
- Diccionario del guion audiovisual. Editorial Océano.(Coescrito con Joan Marimón. 2003).

ISBN 84-7556-263-9

## Exposiciones
Exposiciones y presencia de la obra de Jesús Ramos en Festivales y Muestras
- FLUX (Festival de Vídeo d'Autor) en Arts Santa Mónica. Barcelona. Diciembre 2019. Enero 2020.
- FLUX (Festival de Vídeo d'Autor) en Arts Santa Mónica. Monográfico. Barcelona. Diciembre 2012.
- Flux Festival. Sesión Inauguración. Antic Teatre (Barcelona). Febrero 2012
- Documental Art Campulung (Rumanía). Julio 2011.
- Festival Paradiso de Barrax (Albacete). Junio 2011.
- Gracia Xtreme Maniac (Barcelona). Febrero 2011.
- Docencourts (Lyon). "Rencontre avec Jesus Ramos". Retrospectiva de toda su obra. Diciembre del 2010.
- Slow Film Festival (Eger, Hungría). Julio de 2010
- Caracas Docs. Julio de 2010.
- Festival Docencourts (Lyon). Diciembre de 2009.
- Asociación Cultural Casa Orlandai (Barcelona). Julio de 2009.
- imp-art. Exposición: El brebaje de El Bosco (obra gráfica). Barcelona. Mayo de 2009
- Cajasol obra social. Expo colectiva: El pensamiento en la boca.Jerez de la Frontera. Enero de 2008.
- Olokuti Ars. Barcelona junio de 2007.
- Sala de exposiciones de la caja Inmaculada. El Puerto de Santa María. Marzo de 2007.
- Sala Arte tornería. Jerez de la frontera. Febrero de 2007.
- Off Loop. Videointalación en Saladestar. Barcelona. Mayo de 2006.
- Goa. Glob of art. Barcelona. Diciembre de 2005
- Loop Videoart. Barcelona. Noviembre de 2005.
- Galleria “Lipoli” Roma. Octubre y noviembre de 2005.
- Artistas contemporáneos a Gracia. Muestra de videos de creación Barcelona Verdi-parc.2001.2002
- Colectiva: Bienal Plastilirica, Puerto de Santa María (Cádiz), marzo de 2001.
- Casa Orlandai. Pase de Océano y Visuales para el grupo QA'A. Julio de 2009
- CCCB. Música al teu cap. Visuales para el grupo de música experimental QA´A. Mayo de 2009.
- Teatre Llantiol. Barcelona septiembre de 2008. Mayo de 2009.
- [Nau Ivanow]. Barcelona. Abril de 2007.
- Galería Inmaculada. El Puerto de Santa María. Febrero de 2007.
- Palacio condes de Gabia. Granada. Febrero del 2007.
- Almazen. Barcelona. Diciembre de 2006.
- Goa -Glob of art- Barcelona. Septiembre de 2006.
- CCCB. Off Loop Barcelona. Mayo del 2006.
- Niu audiovisual. Off Loop Barcelona. Mayo del 2006.
- Inauguración del festival internacional de cortometrajes de Granada. Abril del 2006.
- V Festival Teatro e Danza Alt-06. Vigo. Marzo de 2006.
- Studio SP. Sao Paulo. Brasil. Marzo del 2006.
- Universidad central de Barcelona. Julio del 2005.
- Festival Diba -Digital Barcelona Film Festival.2005.
- Festival Exit en Novisad, Serbia-Montenegro. 2005.
- Ayuntamiento de Santa Fe (Granada). Fiesta conmemoración de las capitulaciones.2005.
- Quick Flik (London. Sao Paolo. Berlín. Barcelona. New York )2005.
- Pulga Mix (Convent de San Agustí. Maremagnum.Sala Mau mau. Sala 213. Barcelona. 2005.
- Mostra curtmetratges Sagunt, 2005.
- Cortocircuito Barcelona.2005.
- International Film Festival of Fine Arts, Szolnok (Hungría), 2004.
- Zebra Poetry Film Berlín, 2004.
- Festival de Cinedans. Holanda, 2004.
- Muestra de Audiovisual Español, Roma (Itália), 2004.
- Cine de verano San Luis. El Puerto de Santa María. Cádiz. Julio y agosto de 2004.
- Kansk Video Festival (Rusia), 2003.
- Festival Fusionica-Lynch, sección “Artísticos”, Granollers. 2003.
- Festival de Sitges, 2003.
- Festival de Lille (Francia), 2003.
- Festival de Vendome (Francia), 2003.
- Tisza Mozi Hungría, 2003.
- Videodance Atenas (Grecia), 2003.
- La Republique, París (Francia), 2003.
- Festival Internacional de Almería, 2003.
- Alcalá de Henares, 2002.
- Mecal (Barcelona), 2001, 2003, 2004.
- IX Muestra de Cine Internacional de Palencia, 2002.
- Festival de Cine de Medina del Campo, 2002.
- Festival de cortometrajes de Granada, 2001, 2002.
- Festival de cine de Girona, 2001, 2002.
- Festival de cortometraje de Huesca, 2001.
- Claqueta Sònica (Barcelona), 2002.
- Bienal Plastilirica. Puerto de Santa María 2001.
- Festival de Videojoven (Málaga), 2001.
- Festival de documentales. Docúpolis (Barcelona), 2001.
- Festival de Creación Audiovisual de Navarra (Pamplona), 2001.

## Entrevistas
- http://www.youtube.com/watch?v=qmBf_OZ-X_M
- http://www.youtube.com/watch?v=3a_QXu2WAsM
- http://www.youtube.com/watch?v=nawBuNDk76w

- Datos: Q5930567